# Tramwaje w Nantes

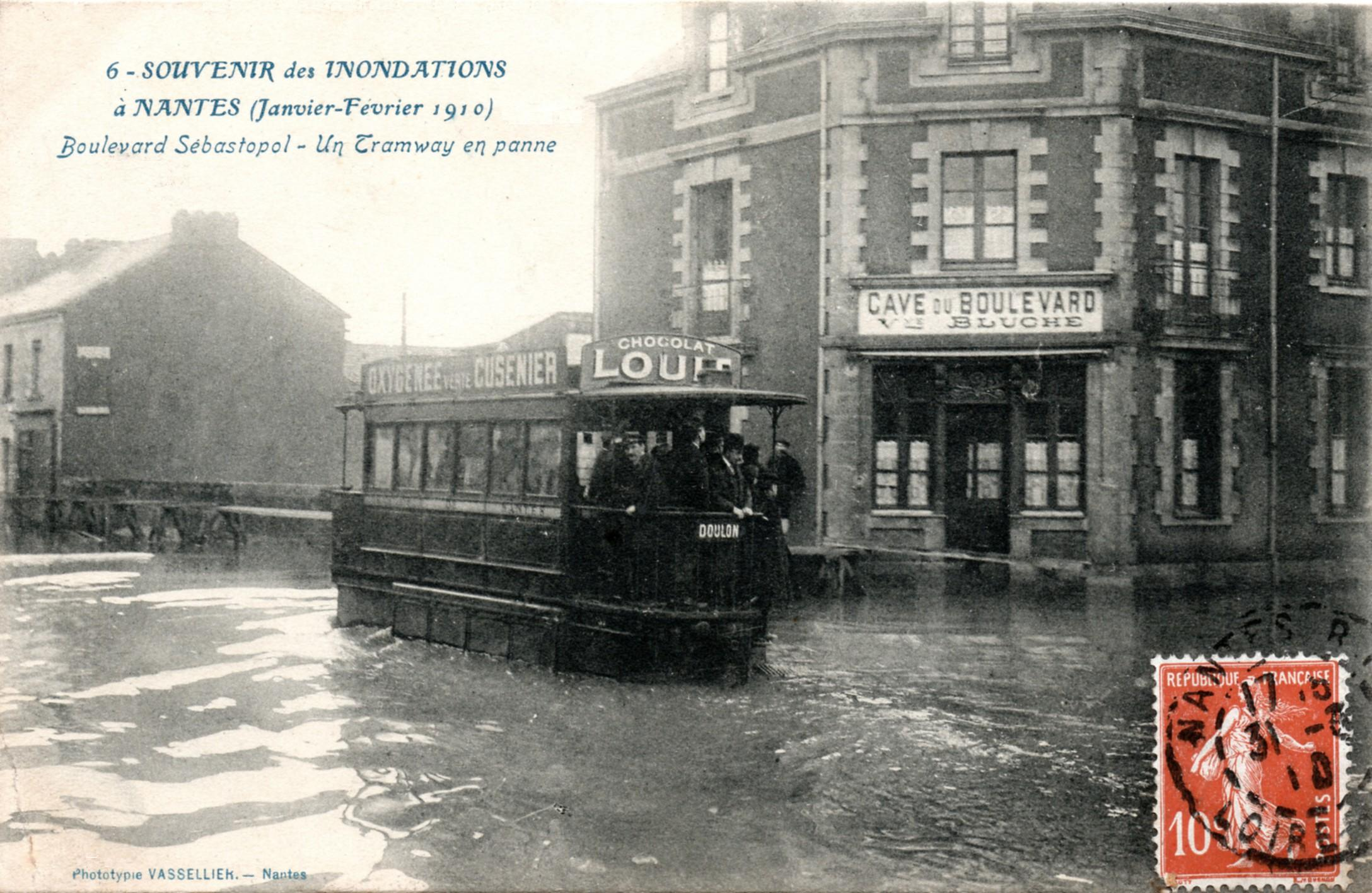
Tramwaj na sprężone powietrze w Nantes w 1910

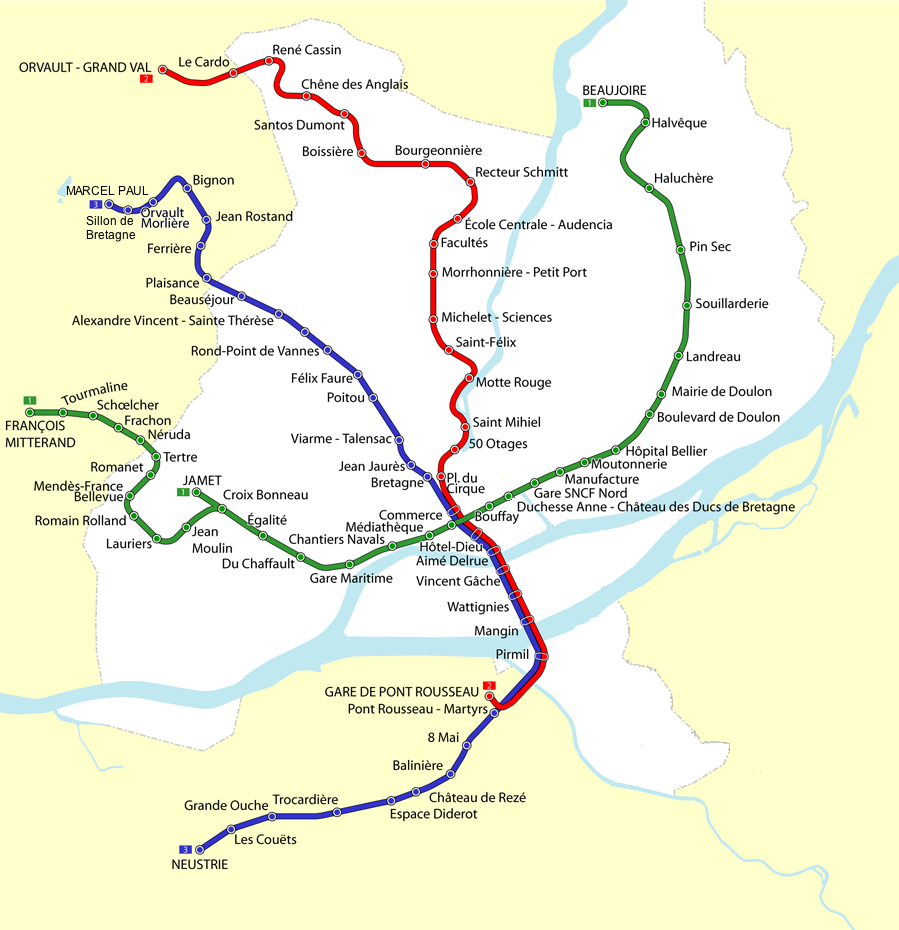
Schemat współczesnych linii tramwajowych

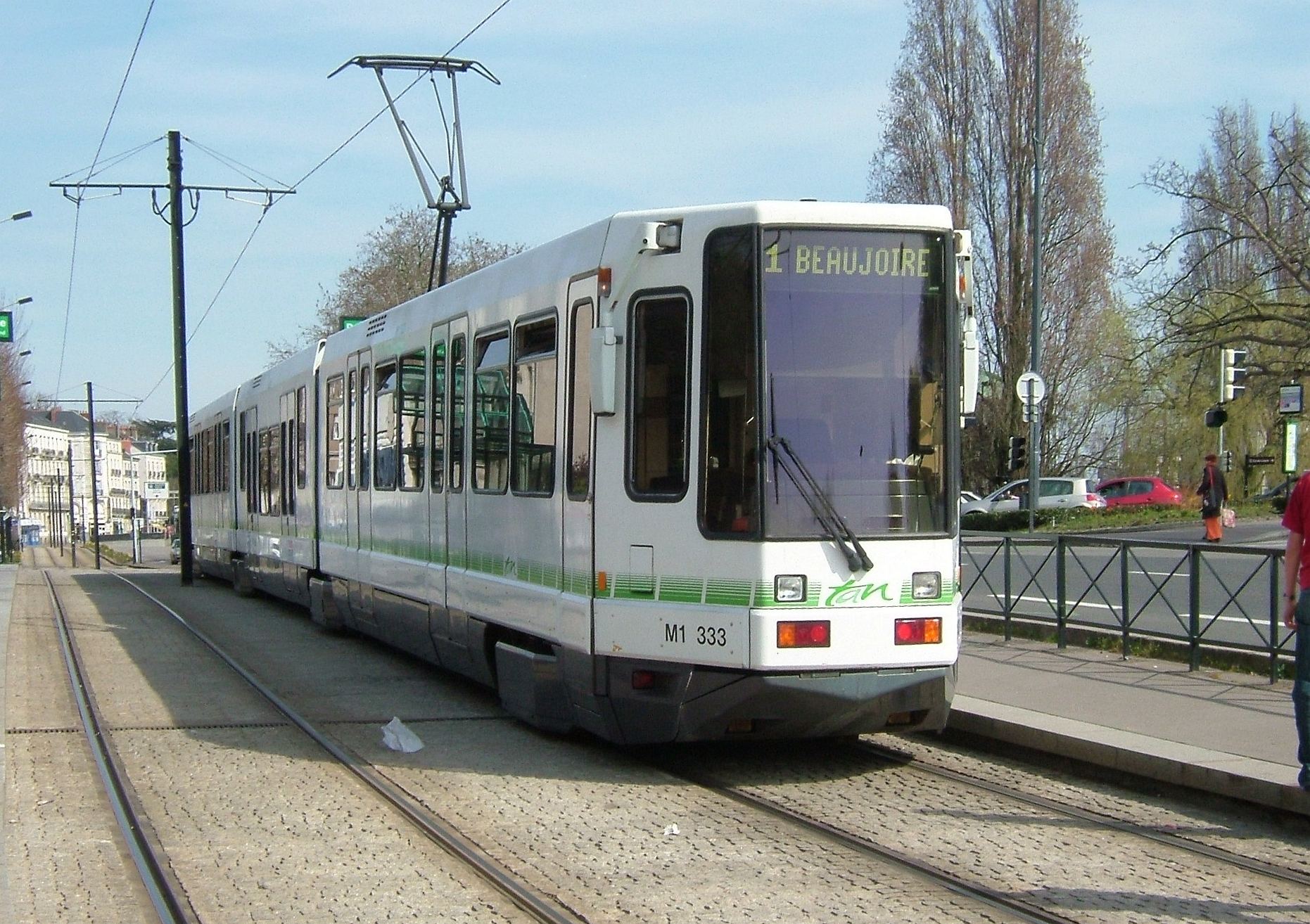
Tramwaj TSF-1

Tramwaje w Nantes – system komunikacji tramwajowej działający we francuskim mieście Nantes.

## Historia

### Historyczna sieć
Pierwsze tramwaje w Nantes uruchomiono w 1879, i były to tramwaje na sprężone powietrze. Na uruchomionej, o długości 6 km, linii kursowały 22 wagony silnikowe i 2 lokomotywy. Tramwaje obsługujące linie w Nantes były budowane według systemu konstruktora polskiego pochodzenia, Louisa Mékarskiego. W 1888 otwarto drugą linię. W 1910 uruchomiono trzecią linię i długość sieci wzrosła do 39 km, po której kursowały 94 wagony silnikowe, trzy lokomotywy ciągnące wagony oraz 10 wagonów doczepnych otwartych.
W 1911 podjęto decyzję o elektryfikacji systemu. W 1913 rozpoczęto zastępowanie tramwajów na sprężone powietrze tramwajami elektrycznymi. Do 1915 zelektryfikowano i wybudowano 8 linii. W 1917 zastąpiono ostatnią linię tramwaju na sprężone powietrze. W 1919 zakończono elektryfikację. Do obsługi wszystkich linii zakupiono 100 wagonów.
W 1932 w mieście było 14 tras, po których kursowało 20 linii. W czasie II wojny światowej sieć tramwajowa w znacznym stopniu uległa zniszczeniu co powodowało, że niektóre linie tramwajowe były zastępowane liniami autobusowymi. W 1949 podjęto decyzję o likwidacji tramwajów w Nantes, co nastąpiło ostatecznie w 1958.

### Współczesna sieć
Pierwsze plany przywrócenia tramwajów w mieście powstały w latach 70. XX w. Pierwszą linię nr 1 na trasie Bellevue – Haluchère otwarto 7 stycznia 1985. Wówczas linia miała 10,4 km długości i 22 przystanki. 22 kwietnia 1989 przedłużono linię od Haluchère do Beaujoire. 8 września 1992 otwarto drugą linię na trasie Trocardière – Pirmil – Commerce. Miesiąc później 18 października linię tę wydłużono o 400 m z Commerce do 50 Otages, dzięki czemu linia osiągnęła długość 6 km. 6 września 1993 linię tę po raz kolejny wydłużono od 50 Otages do École Centrale. W 1994 linię nr 2 wydłużano jeszcze dwukrotnie:
- 14 marca o 900 m od École Centrale do Bourgeonnière
- 29 sierpnia o 4,5 km od Bourgeonnière do Orvault Grand Val

W 2000 otwarto trzy nowe odcinki:
- 17 kwietnia linię nr 1 wydłużono o 1,8 km od Croix-Bonneau do Mendès France Bellevue
- 28 sierpnia linię nr 1 wydłużono o 3,5 km od Mendès France do Francois Mitterand oraz uruchomiono linię nr 3 o długości 4,1 km na trasie Plaisance – Commerce. 5 kwietnia 2004 linię nr 3 wydłużono o 2,3 km z Plaisance do Sillon de Bretagne. 27 sierpnia 2005 linię nr 2 wydłużono o 2,2 km od Trocardière do Neustrie. 3 września 2007 linię nr 2 wydłużono o 300 m od Pirmil do Gare de Pont Rousseau. Tego samego dnia linię nr 3 skierowano od Hôtel Dieu do Neustrie w zamian za linię nr 2. 5 stycznia 2009 wydłużono linię nr 3 o 600 m od illon de Bretagne do Marcel Paul. Sieć tramwajowa składa się z tras o łącznej długości 42 km.

## Linie
Obecnie w mieście istnieją trzy linie tramwajowe:
- 1: Francois Mitterand – Beaujoire
- 2: Gare de Pont Rousseau – Orvault Grand Val
- 3: Neustrie – Marcel Paul

## Tabor
Obecnie w eksploatacji znajdują się dwa typy tramwajów. Pierwszym typem, który rozpoczął eksploatację w Nantes, są wagony typu TFS-1 (Tramway Français Standard). Początkowo zamówiono 20 tramwajów tego typu, które zostały dostarczone w 1985 przez GEC Alsthom. Tramwaje te były produkowane jako dwuczłonowe, sześcioosiowe i w całości wysokopodłogowe. Jednak wraz z pojawianiem się na rynku coraz to nowszych tramwajów niskopodłogowych postanowiono wyposażyć je w dodatkowy środkowy i niskopodłogowy człon. Dzięki temu tramwaje stały się ośmioosiowe, o długości 38 m. Prace te przeprowadzono w latach 1985–1994. Łącznie do Nantes dostarczono 46 tramwajów typu TSF-1.
Drugim typem eksploatowanych tramwajów są wagony Incentro. W 1997 zamówiono 33 tramwaje tego typu. Tramwaje te są w 100% niskopodłogowe, o długości 36,4 m i pięcioczłonowe. Tramwaje początkowo były produkowane przez AD Tranz, który w międzyczasie został przejęty przez Bombardiera.